# Antonio Baslini (senatore)
Antonio Baslini (Milano, 14 marzo 1869 – Merate, 17 novembre 1943) è stato un politico italiano.
Fu sindaco di Merate negli anni 1893-1899.